# ذرئة (حبيش)

تعديل مصدري - تعديل

ذرئة محلة تابعة لقرية المحالل، التابعة لعزلة الفراعي بمديرية حبيش إحدى مديريات محافظة إب في الجمهورية اليمنية، بلغ تعداد سكانها 82 حسب تعداد اليمن لعام 2004.